# Мюнхенський гурток поетів-естетів
Мюнхенський гурток поетів-естетів (Die Krokodile — «Крокодили») — мюнхенське поетичне об'єднання, яке існувало з 1856 по 1873 рік.

## Історія
Починаючи з першої половини XIX століття в Баварії стали відбуватися значні зміни в державній політиці по відношенню до мистецтва і науки. На запрошення Людвіга I і Максиміліана II в Мюнхен стали приїжджати вчені, художники і письменники. Серед інших в столицю переїхали Пауль Гейзе і Емануель Гайбель. Обидва поети вирішили за подобою берлінського літературного товариства «Тунель через Шпрее» (Tunnel über der Spree), в яке вони входили раніше, створити свій поетичний клуб в Мюнхені.

Перші збори нового об'єднання відбулося 5 листопада 1856 в кав'ярні «Zur Stadt München». Крім Ґайбеля і Гейзе серед перших учасників «Die Krokodile» значилися Юліус Гроссе, Фрідріх Боденштедт, Фелікс Дан, Вільгельм Герц і Герман Лінгг. Назва товариства пов'язано з віршем Лінга «Das Krokodil von Singapur» («Сінгапурський крокодил»).
На відміну від своїх попередників з «Молодої Німеччини» учасники «Die Krokodile» вважали своєю основною метою служити чистому мистецтву, не озираючись на політику. Їхніми прикладами для наслідування стали поети античності, середньовіччя і сходу.